# Eymet
Eymet é uma comuna francesa na região administrativa da Nova Aquitânia, no departamento Dordonha. Estende-se por uma área de 31,11 km². Em 2010 a comuna tinha 2 655 habitantes (densidade: 85,3 hab./km²).